# 皖城之戰
皖城之戰，是東漢末年孫權攻克皖城的戰役。
建安十九年（214年），曹操為充實軍糧，派遣廬江太守朱光在皖城地區屯兵耕地，種植稻穀，又令間諜招誘鄱陽賊帥，使作內應。東吳大將呂蒙建議孫權，趁稻穀將熟之機進攻皖城。同年五月，大雨使江河水漲；閏月孫權率軍沿江而上，進攻皖城。朱光收聚部眾據城堅守。孫權採納呂蒙建議，不給守城軍喘息和待援之機，抓緊戰機一鼓作氣，四面齊攻。呂蒙舉薦將軍甘寧為升城督，率領精銳士卒，從拂曉發起猛攻。呂蒙擂鼓助威，甘寧身先士卒，呂蒙以精銳緊隨登城，皖城被攻破，擒下朱光，俘虜數萬人。既而張遼率援軍趕至夾石，聽聞皖城已被攻拔，乃退兵。孫權拜呂蒙為廬江太守，還兵屯鎮尋陽。